# Соловов, Владимир Викторович
Соловов Владимир Викторович (27 июня 1963, с. Муравлянка, Рязанская область — 17 июня 1995, Будённовск, Ставропольский край) — российский военнослужащий, майор спецназа ФСК РФ «Альфа». Погиб при проведении операции по освобождению заложников в Будённовске.

## Биография

### Ранние годы и военная служба
Соловов Владимир Викторович родился 27 июня 1963 года в деревне Муравлянка Сараевского района Рязанской области семье Солововых Виктора Архиповича и Марии Григорьевны. В 1980 году Владимир с золотой медалью закончил Пехлецкую среднюю школу. Поступил в Коломенское высшее артиллерийское командное училище, которое окончил в 1984 году. После получения образований служил в 27-й отдельной мотострелковой бригаде им.60-летия СССР,.
В сентябре 1992 года Соловов был зачислен в Группу «А» Главного управления охраны. За время службы в спецподразделении Владимир Викторович зарекомендовал себя как исключительно добросовестный и исполнительный офицер. Он неоднократно участвовал в специальных мероприятиях, проявляя при этом мужество и высокие профессиональные качества.
Соловов проходил службу в должности заместителя начальника отделения. В его составе в 1994 году выполнял важное задание на Северном Кавказе — охранял спецпоезд, в котором располагались министр обороны и глава МВД.
Получал второе высшее образование — учился в Академии ФСБ.

### Гибель
14 июня 1995 года чеченские сепаратисты под общим командованием Шамиля Басаева совершили нападение на город Будённовск, захватив городскую больницу и взяв в заложники около 2000 мирных жителей. 17 июня силовые структуры начали штурм захваченного боевиками здания больницы. Майор Соловов возглавлял одну из групп, проводивших операцию по освобождению заложников. За этой сухой и лаконичной формулировкой скрывается тридцать минут боя в отрыве от основной группы. В ходе боя Владимир Викторович был ранен. После ранения он пытался продолжить руководство группой, но при выполнении перевязки был убит пулей в сердце (его бронежилет оказался пробитым в нескольких местах). Он похоронен на Хованском кладбище города Москвы.

### Семья
Ветераны и действующие сотрудники «Альфы» опекают семью Солововых, в которой без отца остались сын Максим и дочь Катя. Жена Владимира, Татьяна Станиславовна, работает в Фонде социально-экономической реабилитации сотрудников и ветеранов спецслужб и правоохранительных органов «Альфа-Центр». Сын Максим учится в МГИМО МИДа. Туда же после окончания школы поступила его сестра Катя.

## Награды
За боевые заслуги и проявленный героизм майор Соловов награждён орденом Мужества (1995, посмертно). 

## Память
- В Будённовске, на месте гибели Соловова, установлен поминальный крест.
- В 1997 году Пехлецкой средней школе Кораблинского района Рязанской области было присвоено имя Владимира Соловова[5]. В посёлке также проводятся ежегодные межрегиональные детско-юношеские соревнования — «Школа безопасности и туризма», известные как «Пехлецкая зарница».